# Santa Claus Lane
Santa Claus Lane je vánoční album Hilary Duffové, není ale považováno za její debutové. Deska vyšla v roce 2002 a obsahuje mnoho známých vánočních písní, ale i duety například s Christinou Millianovou nebo Haylie Duffovou, sestrou Hilary.

## Seznam písní
1. "Santa Claus Lane" – 2:42
2. "Santa Claus is Coming to Town" – 3:36
3. "I Heard Santa on the Radio"(feat. Christina Millianová) – 4:02
4. "Jingle Bell Rock" – 2:47
5. "When the Snow Comes Down in Tinseltown" – 3:18
6. "Sleigh Ride" – 3:04
7. "Tell Me a Story (About the Night Before)" (feat. Lil' Romeo) - 3:40
8. "Las Christmas" - 4:11
9. "Same Old Christmas" (feat. Haylie Duffová) – 3:17
10. "A Wonderful Christmas Time" – 2:55
11. "What Christmas Should Be" – 3:11

## Umístění ve světě
| Stát     | Umístění |
| -------- | -------- |
| USA      | 154      |
| Japonsko | 134      |